# سامسونگ اس‌جی‌اچ-اف۲۱۰
سامسونگ اس‌جی‌اچ-اف۲۱۰ یک‌نمونه از گوشی‌های تلفن همراه سری F شرکت سامسونگ می‌باشد که توسط همین شرکت به بازار عرضه شده‌است.